# Rezess von Wien 1535
Der Rezess von Wien 1535 ist ein Vertrag über die Rechtsstellung von Besitzungen des Erzstifts Salzburg in Österreich. Er wurde am 25. Oktober 1535 in Wien abgeschlossen. Vertragspartner waren Kardinal Erzbischof Matthäus Lang von Wellenburg als Landesherr von Salzburg und König Ferdinand I. Der Vertrag wird in seiner Einleitung als „Vergleichung zwischen römisch-königlicher Majestät als Erzherzog zu Österreich und den Herrn Cardinalen und Erzbischof zu Salzburg abgeredt“ bezeichnet. Er wird auch Wiener Rezess genannt.

Rezess von Wien: Vertragstext und Beilagen
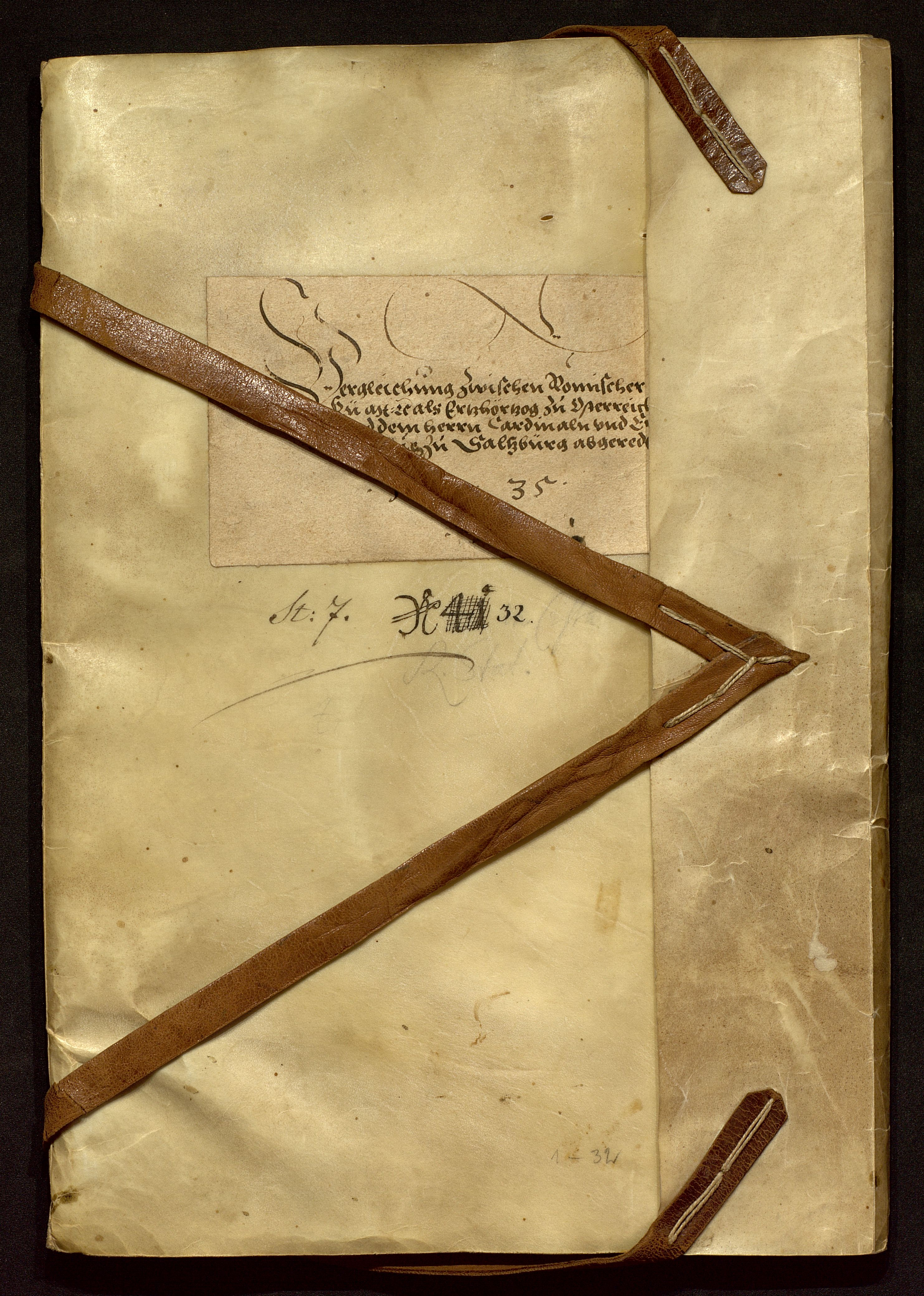
Originaleinband des Vertrages mit Lederriemen
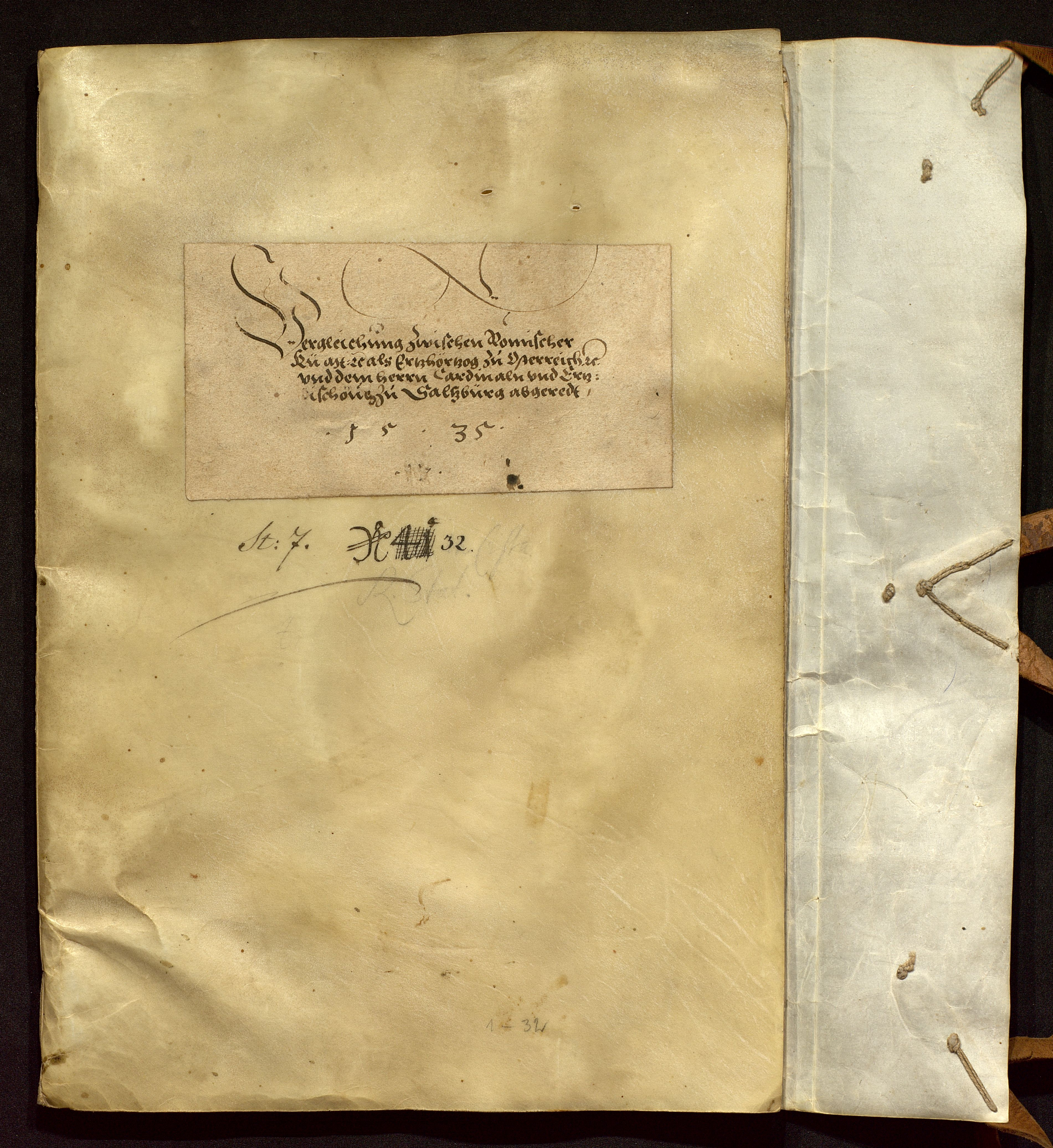
Umschlag innen
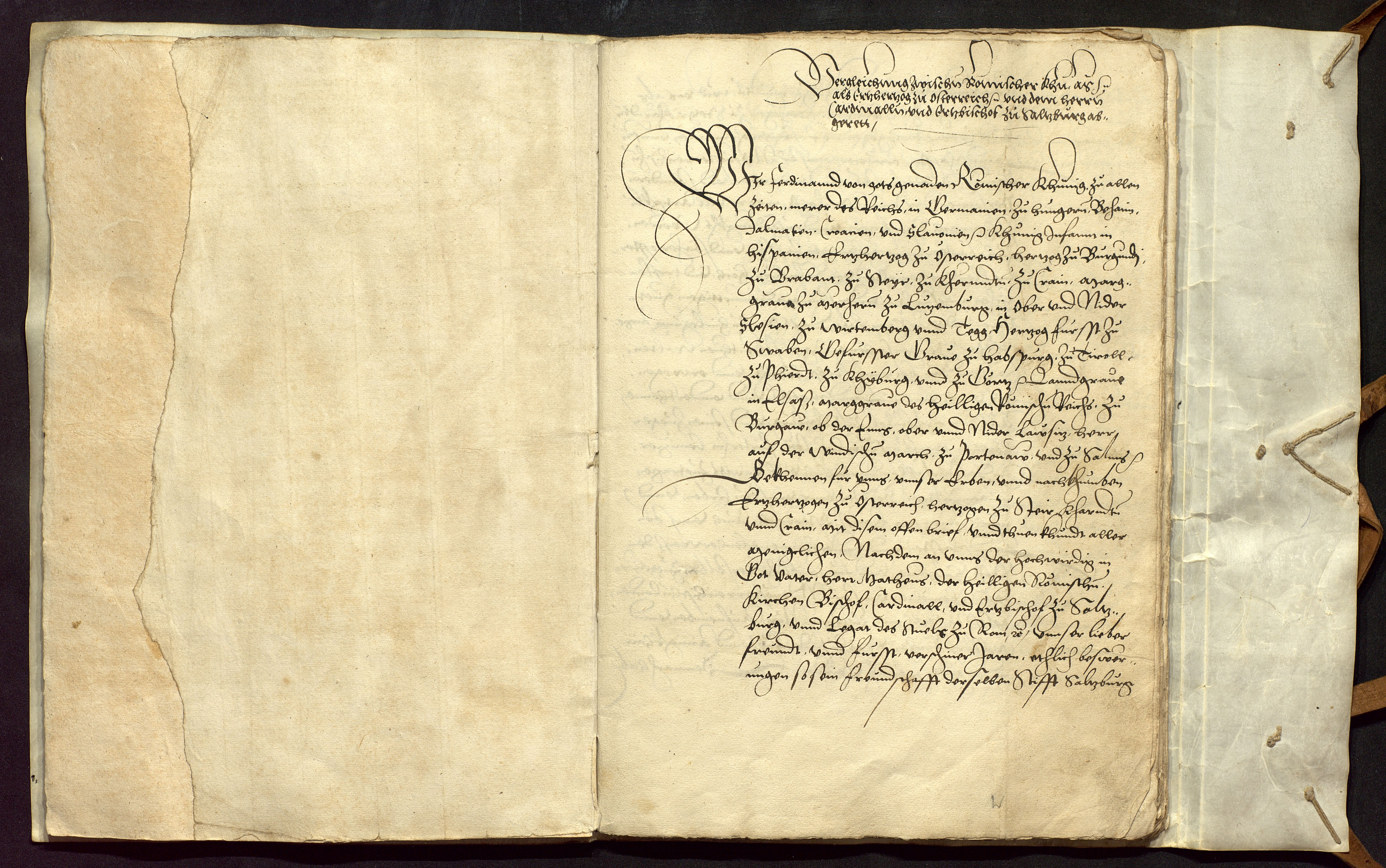
Am Beginn des Textes werden die Vertragspartner mit ihren Titeln genannt
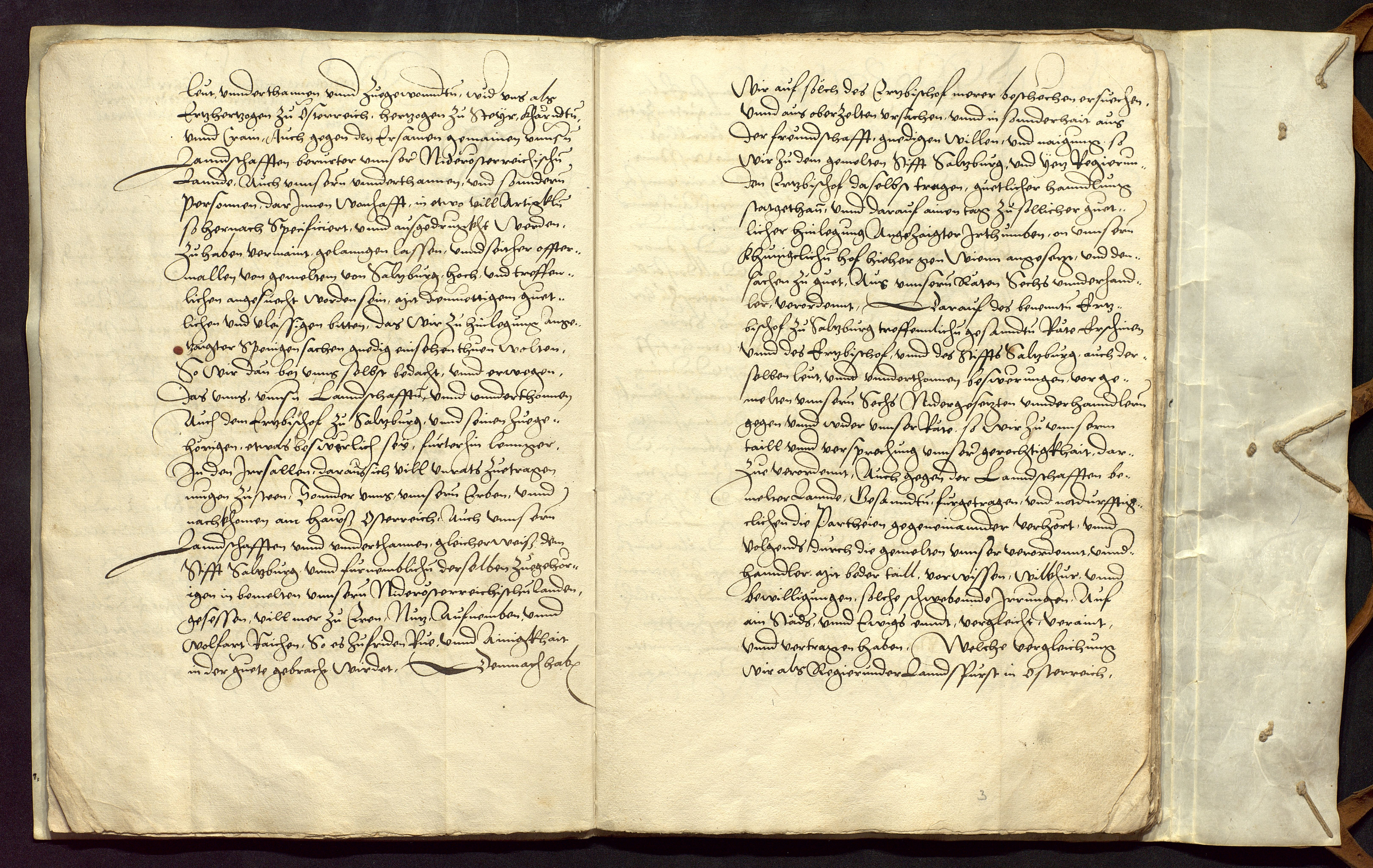
Blatt 3
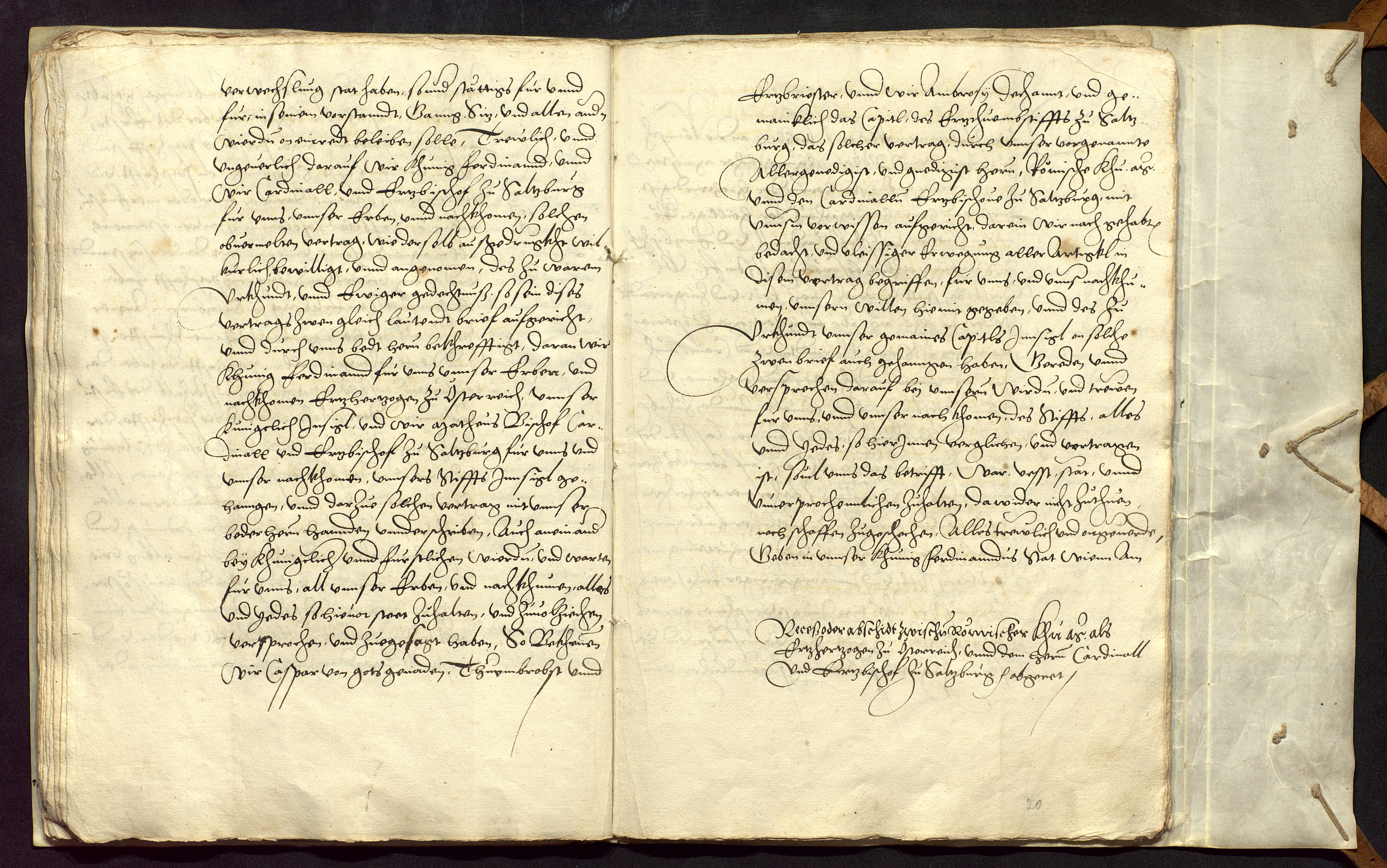
Blatt 20
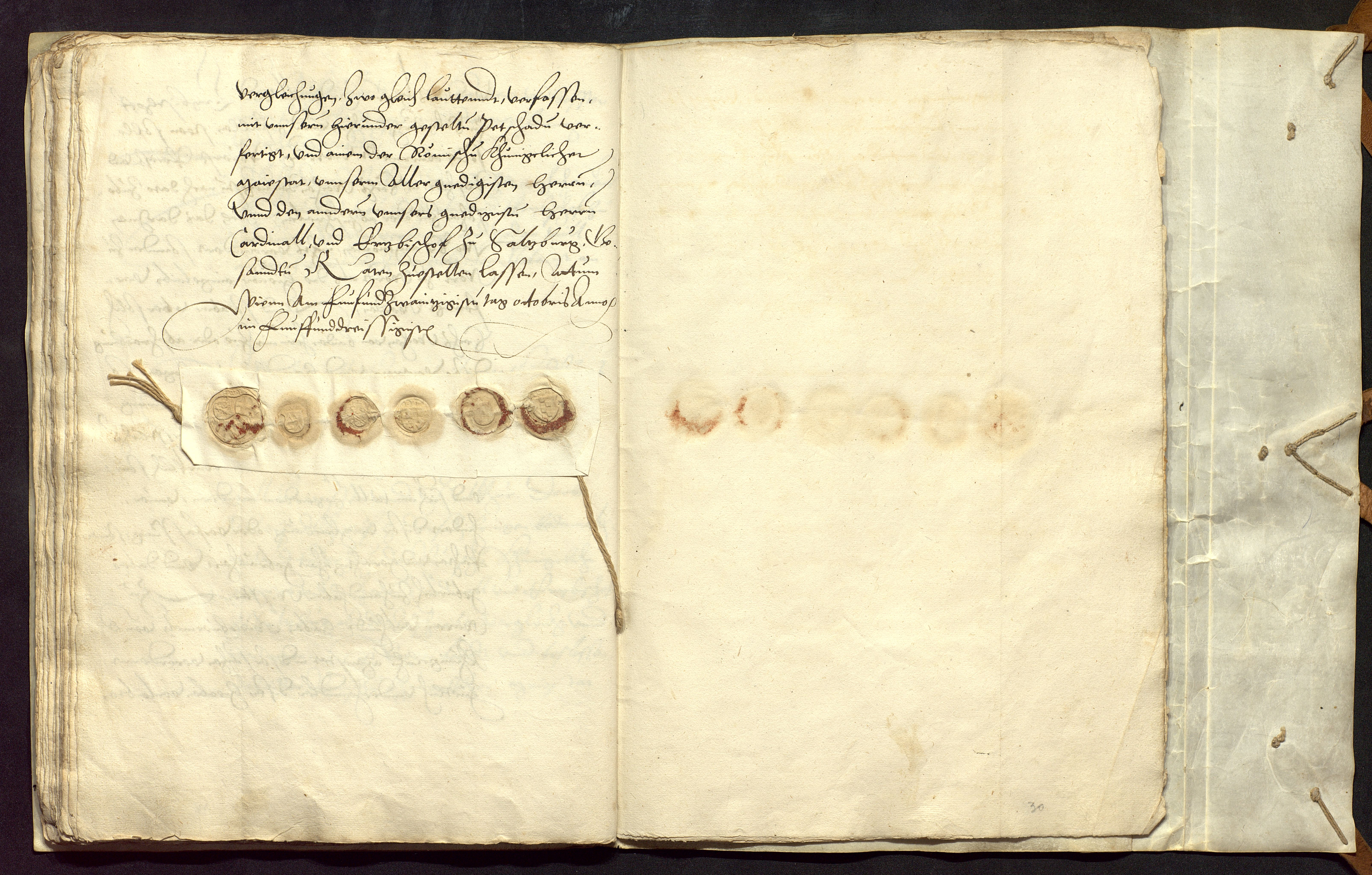
Schlussblatt des Vertrages mit den Siegeln
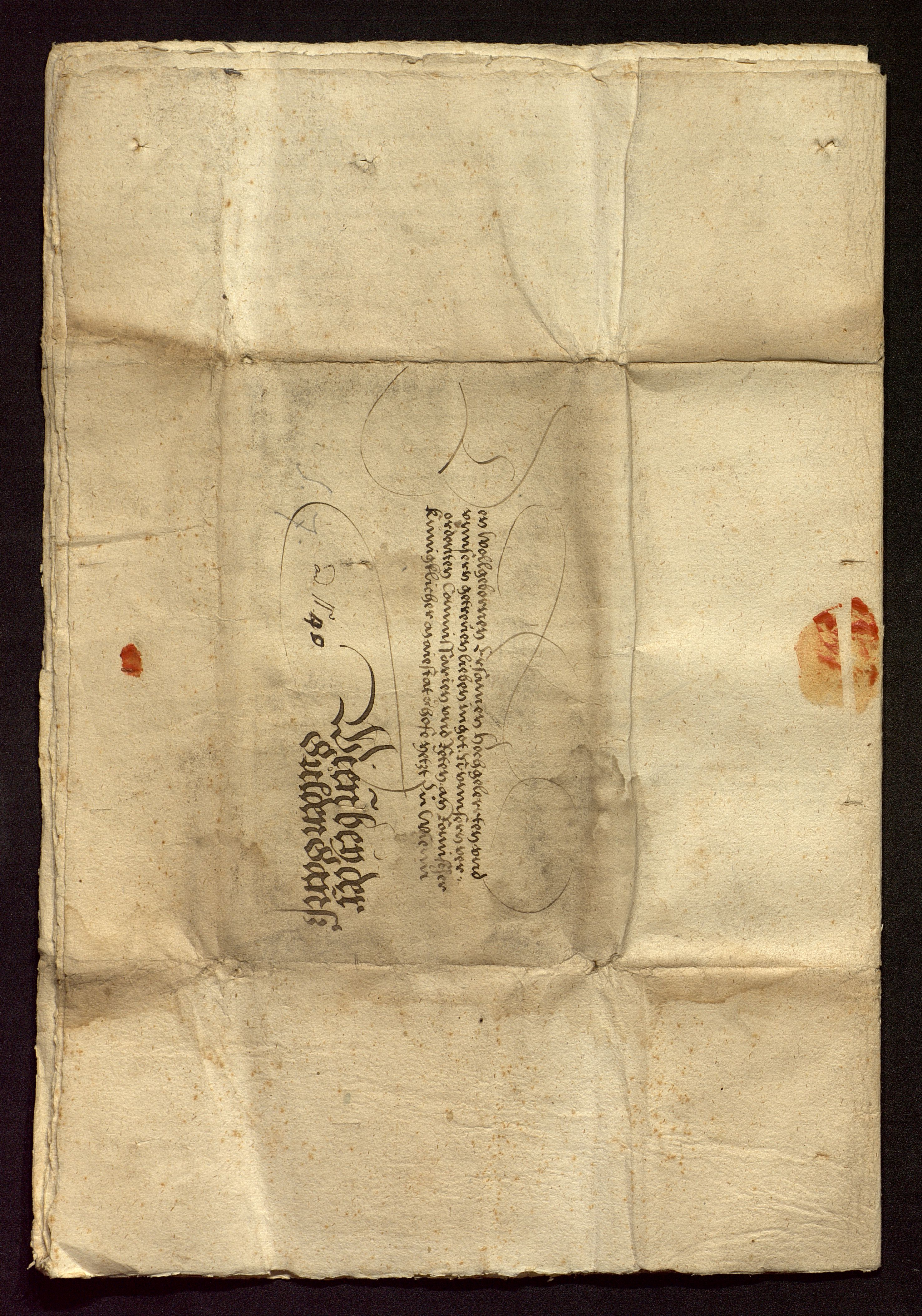
Verhandlungsunterlage Anschrift
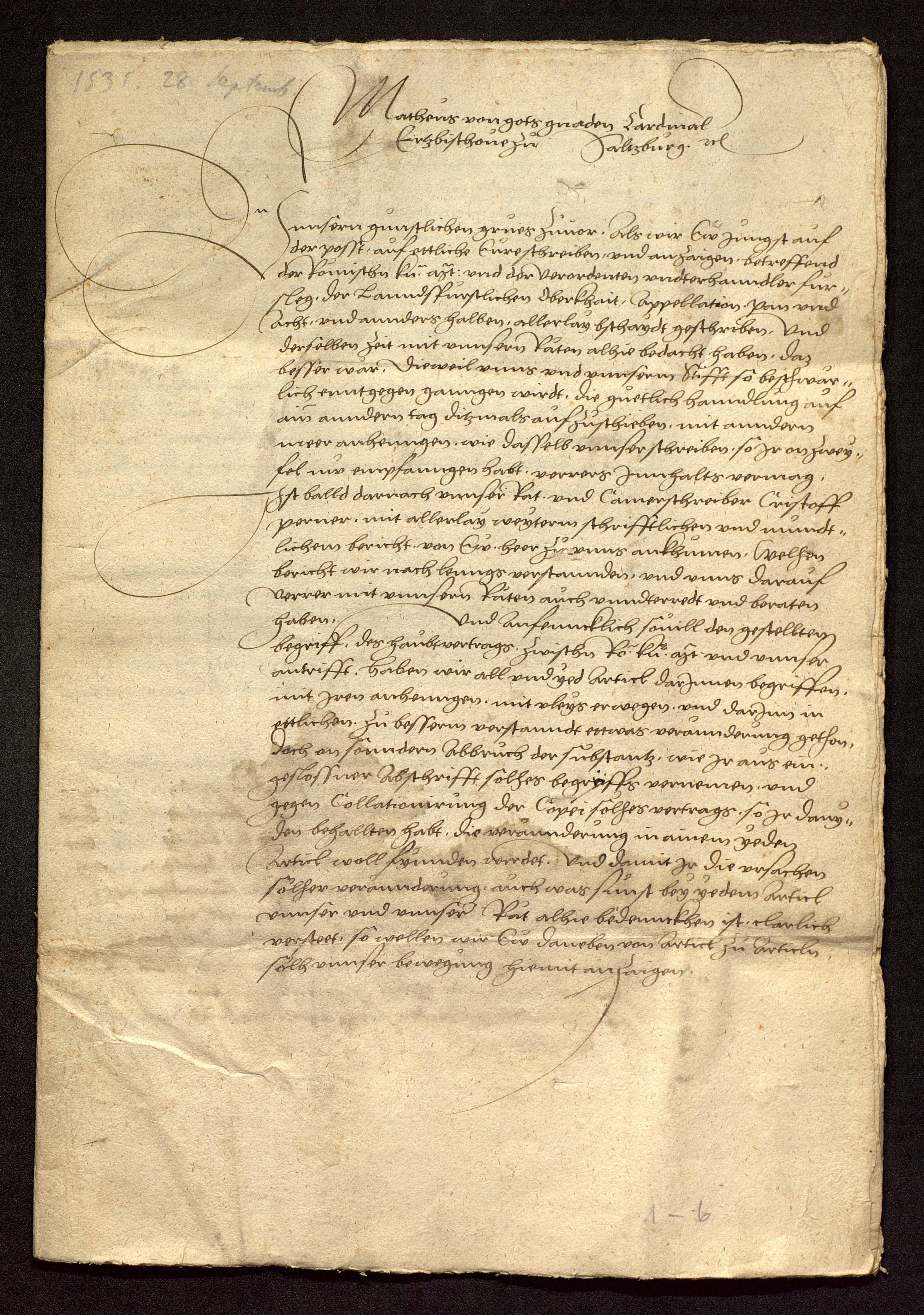
Verhandlungsunterlage Blatt 1
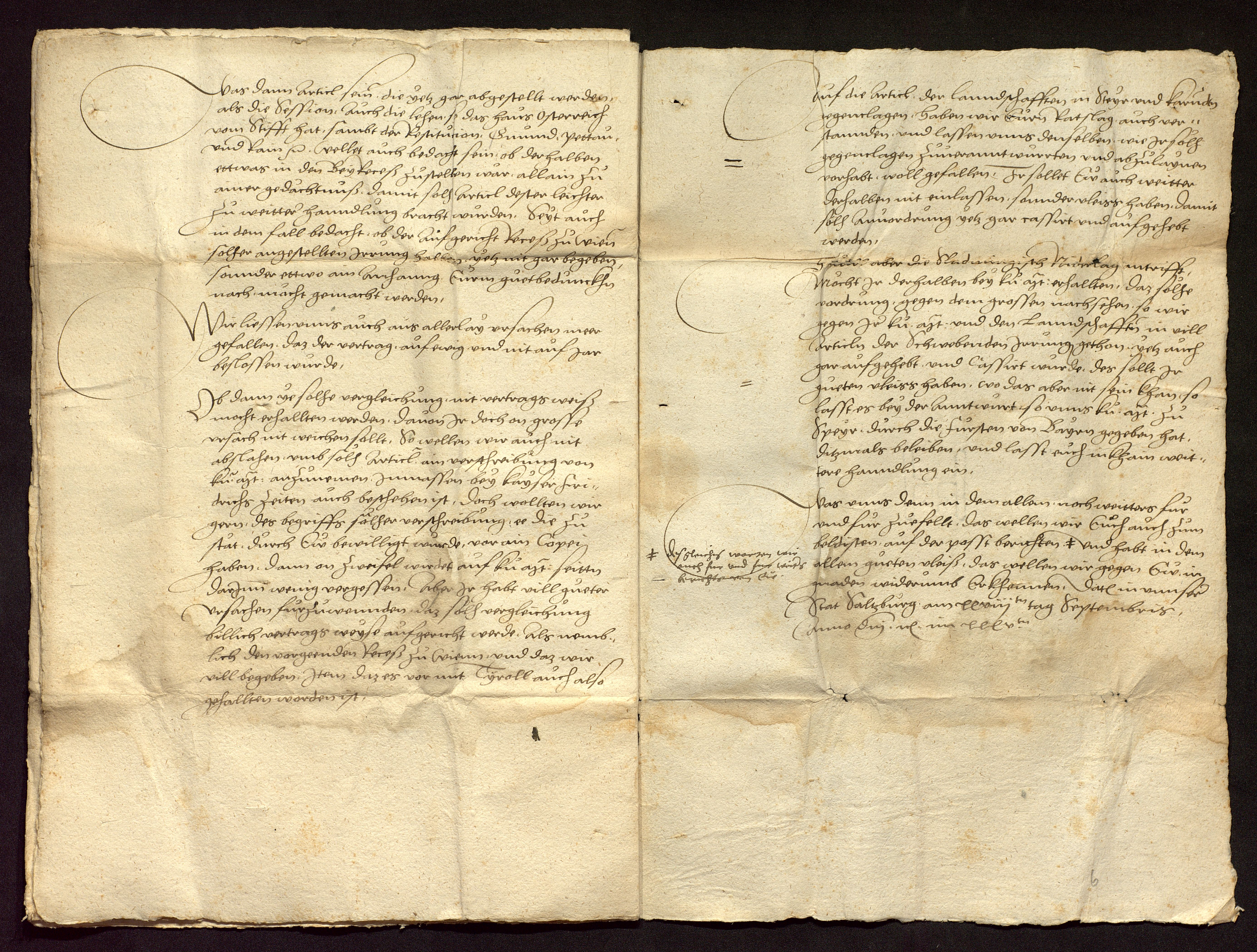
Verhandlungsunterlage Blatt 2
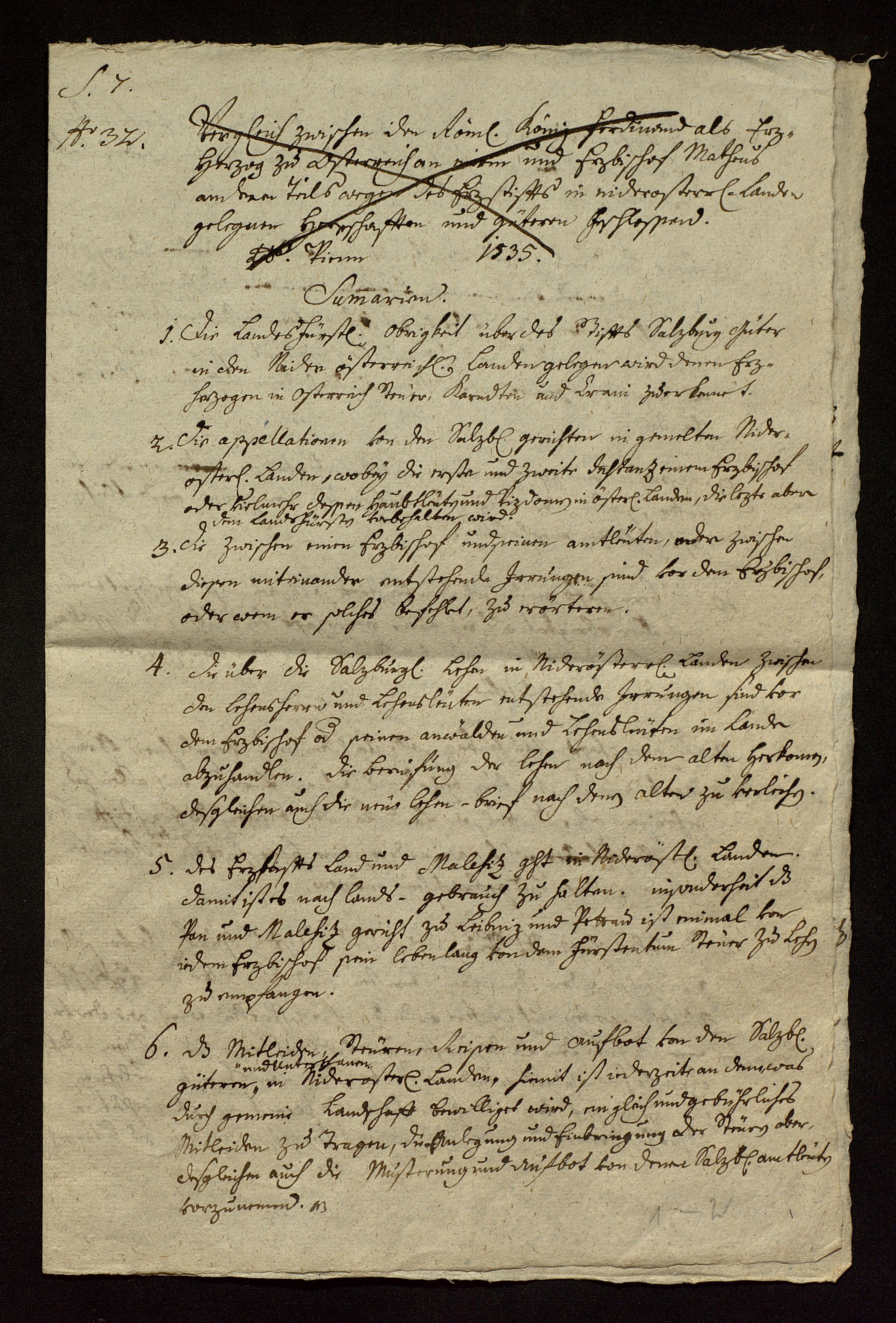
Summarium Blatt 1
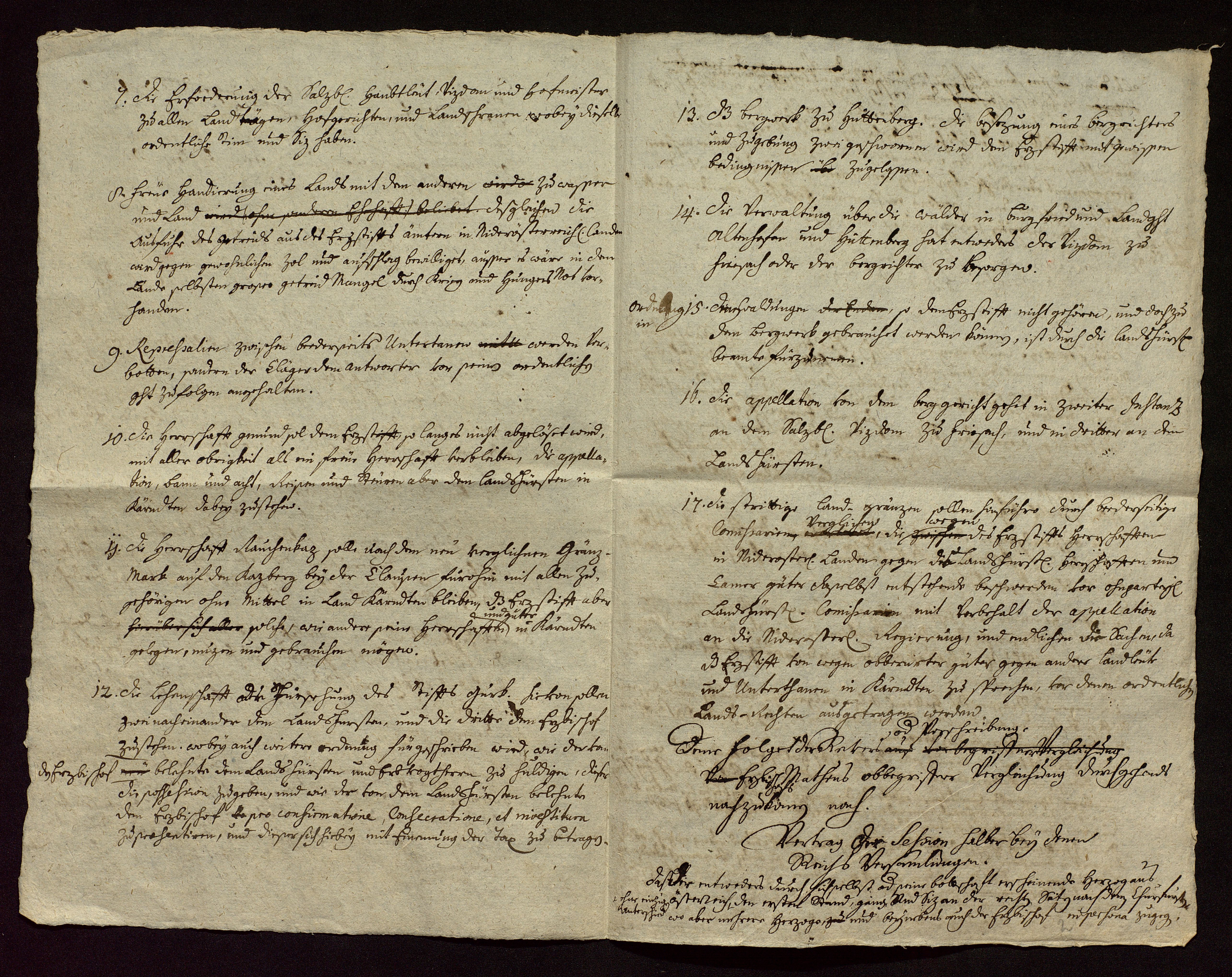
Summarium Blatt 2
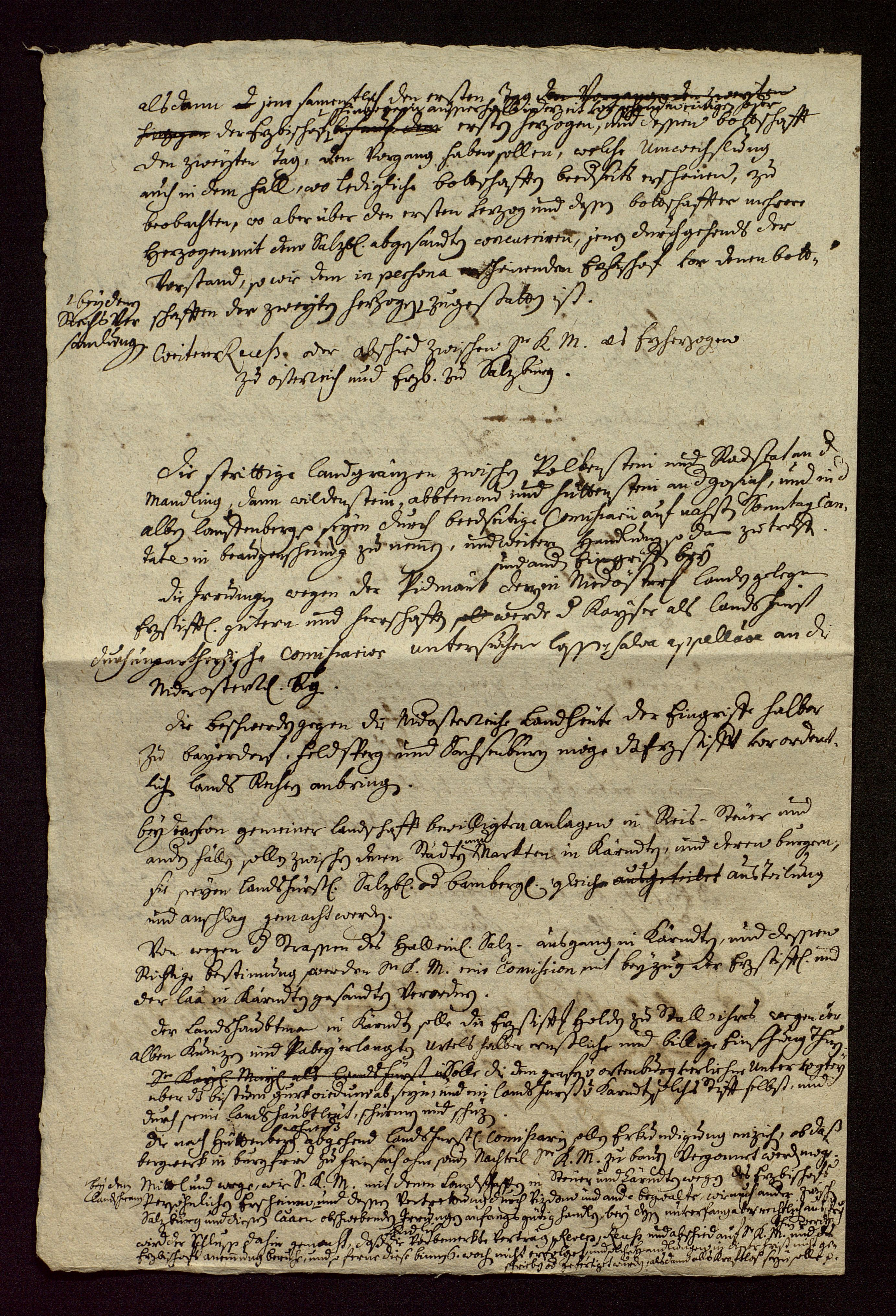
Summarium Blatt 3

Der Vertrag enthält einen Vergleich (Rezess), der Rechte und Pflichten beider Vertragsteile umfasst. Als „Österreich“ wird in ihm Niederösterreich samt Steiermark und Kärnten verstanden (zum Unterschied von Oberösterreich oder Vorderösterreich). Hauptsächlich betroffen sind die Salzburger Besitzungen in der Steiermark.
Zu diesem Vertrag gibt es zwei Zusatzvereinbarungen, die im Zusammenhang mit dem Vertragstext dokumentiert sind:
- Einen Vertrag betreffend die Grenzen zwischen den niederösterreichischen Landen, die Rechtsstellung der salzburgischen Enklaven und das persönliche Erscheinen des Erzbischofs vor den Landschrannen von Steiermark und Kärnten.
- Einen Vertrag betreffend den Vortritt der Fürsten aus dem Hause Österreich vor dem Erzbischof von Salzburg bei den Reichsversammlungen.

Der Vertrag ist in deutscher Sprache formuliert und auf Papier geschrieben. Er befindet sich (mit einer Kopie, zwei Zusammenfassungen und einem Verhandlungsbericht) im Österreichischen Staatsarchiv.

## Vorgeschichte

### Ausgangslage
Die Länder im Südosten der Alpen waren im Früh- und Hochmittelalter umkämpfte Grenzgebiete. Das gilt besonders für die Steiermark und ihre südöstlichen Teile, die Mittelsteiermark und die Untersteiermark mit der Mark an der Mur und der Mark an der Drau. Diese Gebiete gehörten anfangs noch teilweise zu Karantanien. Vom 8. bis zum 10. Jahrhundert waren Awaren und Ungarn Gegner des Frankenreiches. Für die Unterstützung bei der Grenzsicherung, aber auch zur Urbarmachung und Missionierung, wurden weite Teile eroberten Gebietes an Lehensnehmer und Institutionen der katholischen Kirche verliehen oder geschenkt. Dadurch erhielten auch die Salzburger Erzbischöfe militärisch und wirtschaftlich bedeutende Besitzungen in der Steiermark. Für den 20. November 860 ist eine Schenkung durch Kaiser Ludwig den Deutschen an die Salzburger Bischöfe belegt: Diese Schenkung umfasste neben der Stadt Steinamanger und anderen Besitzungen in Pannonien und Karantanien 24 Kirchen und Höfe, darunter ein Gut „ad Sulpam“ (an der Sulm) bei Leibnitz. Einige nun geschenkten Besitzungen waren schon davor an die Salzburger verlehnt gewesen.
894 waren die Ungarn in die Donau- und Theiß-Tiefebene eingebrochen und bedrohten durch ihre Kriegszüge (Ungarneinfälle) die Südostflanke des fränkischen Reiches. 907 war das damalige Karantanien von Osten bis zum Steirischen Randgebirge (Fischbacher Alpen, Glein-, Stub- und Koralpe) vorübergehend von den Ungarn besetzt. Der Lauf der Mur galt zeitweise als Grenze des Frankenreiches gegen Ungarn.
955 wurde durch die Schlacht auf dem Lechfeld unter König Otto I. der ungarische Einfluss in diesen südöstlichen Teilen des damaligen ostfränkisch-deutschen Reiches zurückgedrängt.

Das Erzstift Salzburg hatte wie andere kirchliche Institutionen in der Untersteiermark große Besitzungen, besaß aber zusätzlich auch (im Stammland) Souveränitätsrechte

In den zurückeroberten Gebieten erhielten die Salzburger Bischöfe weitere Gebiete, so auch in der Weststeiermark um die Stadt (Deutsch-)Landsberg. Am 7. März 970 schenkte Kaiser Otto I. dem Salzburger Erzbischof den Nidrinhof, slawisch Udulenidvor (Hof in der Niederung) bei der damaligen Markus-, der späteren Ulrichskirche bei (Deutsch-)Landsberg mit 50 Königshufen (nach anderen Angaben 5000 Joch), wozu der Wald „Susil“ (Sausal) und der Ort Leibnitz gehörten. Das entspricht allein für diese Schenkung einer Fläche von 20–25 km².
Im 11. Jahrhundert vergrößerte sich dieser Besitz durch Schenkungen an der Sulm bei St. Martin. Weitere Schenkungen erfolgten durch Kaiser Heinrich III. am 3. Juli 1056 mit drei Königshufen bei Groß St. Florian an Bischof Baldwin und 1059 um fünf Königshufen durch König Heinrich IV., ebenfalls bei Groß St. Florian. In der Literatur wird davon ausgegangen, dass sich das Salzburger Gebiet in der Weststeiermark im Wesentlichen, aber nicht als geschlossenes Ganzes bis zu den Quellen der Laßnitz und der Sulm am Kamm der Koralpe erstreckte.
Im Gebiet um Rann besaß Salzburg im Mittelalter ein etwa 300 km² großes Gebiet an der Save, die „Hauptmannschaft Rann“.
Die Salzburger Gebiete bestanden aus einer Reihe getrennt liegender, mehr oder weniger großer Grundbesitze. Sie wurden von Salzburger Ämtern in der Steiermark und anderen Gebieten des damaligen Innerösterreich verwaltet oder weiter als Lehen vergeben: Das Vizedomamt in Friesach verwaltete Besitzungen bei Baierdorf, Fohnsdorf, Bischoffeld, Nenhersdorf (südöstlich Leoben); das Vizedomamt Salzburg in Gröbming und Haus, das Vizedomamt Leibnitz verwaltete Pettau, weiters Rann mit Lichtenwald, Reichenburg und Pischätz (in der Umgebung von Rann, unter der Salzburger Herrschaft errichtet und ausgebaut), Straßgang, Pirka, Hautzendorf, Lebern, Windorf und eine Reihe weiterer Güter in der Weststeiermark. Lehensvergaben sind für Schwanberg, Rein, Gleinz und viele andere kleinere Höfe, Zehente und andere Wirtschaftsgüter belegt.

### Salzburger Bischöfe als Grundherren in der Steiermark: Souveräne Reichsfürsten oder steirische Vasallen?
Die Salzburger Bischöfe waren (in ihrem Erzstift Salzburg, als Reichsfürsten) seit dem 13. Jahrhundert als souveräne Herrscher anerkannt. Es war aber nicht klar, welche staatsrechtlichen Grundlagen die Salzburger Herrschaft in jenen Gebieten hatte, die außerhalb des geografischen Salzburgs hauptsächlich in der Steiermark lagen. Das Thema wurde als „Salzburger Frage“ bezeichnet:
- Wären die Salzburger Besitzungen (nur) Lehen oder freies Eigentum gewesen, wären sie Teil der Steiermark gewesen. Die Salzburger Erzbischöfe wären Lehensnehmer und Grundherren in der Steiermark gewesen, gleich wie viele andere Personen (Landstände). Sie wären als Herren dieser Besitzungen Gefolgsleute (Vasallen) der steirischen Herzöge gewesen. Die Gebiete wären unter der Hoheit der Landesherren der Steiermark, somit der Habsburger, gestanden. Die Salzburger Erzbischöfe hätten Pflichten gegenüber den steirischen Landesherrn gehabt (z. B. Anerkennung der von den Landtagen bewilligten Steuern, Heerfolge).
- Hätten aber diese Gebiete auch hinsichtlich der Staatshoheit (Souveränitätsrechte) zu Salzburg gehört, wären sie Teil von Salzburg gewesen. Es hätte sich um Salzburger Exklaven in der Steiermark gehandelt. Die Salzburger Erzbischöfe wären in diesen Gebieten ebenfalls Landesfürsten gewesen, sie hätten auch für die Heeresorganisation der Steiermark eine andere Stellung  eingenommen (zweiter statt dritter Heerschild),[24] dies hätte die militärische Macht der steirischen Herzöge geschmälert. Wirtschaftliche Erträge und Steuern wären unmittelbar dem Erzstift Salzburg zugutegekommen.

Die Habsburger als Herzöge der Steiermark hatten als Vogt kirchlicher Besitzungen Salzburgs allerdings jedenfalls eine Rechtsstellung, auf deren Basis sie Maßnahmen treffen konnten (sogenannte „Ordnungen“ z. B. auf steuerlichem oder militärischem Gebiet), die den Landständen bzw. Landtagen von sich aus nie möglich gewesen wären.
Die Rechtslage wurde über Jahrhunderte unterschiedlich beurteilt: Die Salzburger Frage war bereits um 1170 Thema, nachdem Kaiser Friedrich Barbarossa 1169 das gesamte Salzburger Erzstift und damit auch dessen steirische Besitzungen eingezogen hatte und am 7. September 1170 Erzbischof Adalbert von Leibnitz aus erfolglos eine Synode seiner Diözese einzuberufen versuchte, auch 1211 sind verschiedene Unstimmigkeiten belegt. 1291/92 unterstützte Salzburg mit dem Landsberger Bund erfolglos einen Aufstand gegen Herzog Albrecht I. und trat auch in den Folgejahren als Gegenspieler der Habsburger auf.
Am 30. Oktober 1458 war zwischen Kaiser Friedrich III. und Erzbischof Sigmund I. von Volkersdorf ein Vertrag abgeschlossen worden, der den Erzbischof vom persönlichen Erscheinen vor Landschrannen, Hofgerichten und Landtagen der Fürstentümer Steyer, Kärnten und Krain befreite und die Untertanen Salzburgs den Salzburger Richtern unterwarf. Dieses Abkommen war 1517 interimistisch erneuert und 1533 bestätigt worden. Das belegt, dass zumindest damals eine Pflicht zum Erscheinen tatsächlich in Betracht gezogen wurde, was den Erzbischof als Mitglied der steirischen Landstände ausgewiesen hätte. Wäre er unbestrittener Souverän gewesen, hätte er von dieser Pflicht nicht erst befreit werden müssen. Andererseits ist publiziert, dass die Erzbischöfe zumindest bis 1479 im Gebiet um Pettau als Souverän auftraten, sie übten den Blutbann aus, hatten Besteuerungsrechte, die Militärhoheit und vergaben Lehen. Im Jahr 1230 erhielt der Landesfürst für die Vogtei 30 Mark. Dieses Gebiet wurde mit den Worten charakterisiert, „… lag in der Steiermark, unterstand ihr aber nicht“. Dass der Besitz eines Lehensnehmers teilweise im Bereich eines anderen Souveräns lag und von diesem zu Lehen genommen war, wurde im Mittelalter nicht als ungewöhnlich betrachtet: So besaß auch die steirische Familie der Hohenwanger die ungarische Herrschaft Landesehre (Landsee).
Es war schon vor dem Rezess von Wien mehrfach versucht worden, die Streitigkeiten zu bereinigen: In einem Abkommen vom 31. Oktober 1523 in Wiener Neustadt („Wiener Neustädter Rezess“) war dazu vorläufiges Stillhalten vereinbart worden. In einem Vertrag vom 16. November 1528 (ebenfalls „Rezess von Wien“ genannt) war die Einsetzung eines Schiedsgerichts vereinbart worden.

## Zeitliches Umfeld
Im 15. und 16. Jahrhundert stiegen die finanziellen und organisatorischen Anforderungen an die Landesherren der Steiermark durch die Auseinandersetzung mit Ungarn um die Herrschaft in Österreich, die Bedrohung durch die Türken, durch Bauernaufstände in der Obersteiermark und auch den Windischen Bauernkrieg, der sich bis in die Steiermark ausbreitete. Dies führte zu einer Neuorganisation des Finanz- und Militärwesens, zu der alle Grundbesitzer der betroffenen Gebiete beitragen sollten. Der Leibnitzer Generallandtag 1462 hatte eine neue Verteidigungsordnung (Defensionsordnung) festgelegt und die steirische Militärverwaltung durch die Vierteleinteilung des Landes Steiermark neu organisiert. Vertreter des Erzstifts Salzburg verteidigten die Auffassung, die Salzburger Besitzungen seien Teil Salzburgs, es bestünde Exterritorialität gegenüber der Steiermark und daher gäbe es keine Verpflichtungen gegenüber den Landesherren des Landes Steiermark. Die (teilweise mit Unterstützung des Papstes) zur Finanzierung der Türkenabwehr ebenso wie in anderen Ländern des Reiches eingeführten Sondersteuern („Türkensteuern“) galten nicht für die Salzburger Besitzungen in der Steiermark, obwohl die Landesfürsten die Ansicht vertraten, das Kirchenvermögen sei ursprünglich zur Erhaltung des Glaubens gestiftet worden und es wäre zulässig, für dessen Erhaltung wieder einen Teil davon zur Abwehr der Türken zu verwenden. Das Kirchengut wurde in diesem Zusammenhang als Kammergut der Herrscher betrachtet, über das im Notfall wieder anderweitig (zu Verteidigungszwecken) verfügt werden konnte.
Betroffen war die Finanzierung der Türkenkriege durch Sondersteuern wie die Terz (1524), die Einziehung der Kirchenkleinodien (1526) oder die Quart (1529).
In dieser Zeit war die Macht der Salzburger Bischöfe durch eine Auseinandersetzung zwischen Erzbischof Bernhard und Kaiser Friedrich III. geschwächt. Eine der wirtschaftlichen Grundlagen des Besitzes, der Weinhandel (mit dem Transport über den Koralmzug nach Norden) lag brach. Im Zuge dieses Streits waren Salzburger Burgen in der Steiermark durch ungarische Truppen Matthias Corvinus besetzt, der von 1477 bis 1490 in Teilen Österreichs und der Steiermark herrschte. Nach dem Abzug der Ungarn besetzten Truppen des habsburgischen Kaisers Maximilian I. Pettau und Rann. Die Salzburger Bischöfe konnten die Burg Landsberg, die ebenfalls von den Habsburgern erobert worden war, nur mit hohem finanziellen Aufwand 1494 wieder an sich ziehen. Für Salzburg wurde es immer schwerer, die Souveränitätsansprüche über seine „ausländischen Herrschaften“ zu verteidigen.
Es war zu Streitigkeiten („unaufhörlichen Reibungen“) zwischen Salzburg und den steirischen Landständen gekommen, welche sich 1528 ausdrücklich weigerten, den Salzburger Erzbischof als Landesherrn in der Steiermark anzuerkennen. Dazu kam, dass es ein Ziel der Habsburger war, ihre Herrschaftsgebiete von Enklaven anderer Landesherren (wie der Herren von Salzburg, Bamberg, Görz usw.) frei zu bekommen.
Im Jahr 1532 wurde die Mittel- und Untersteiermark durch das türkische Heer verwüstet, welches sich nach der erfolglosen Belagerung von Güns über die Oststeiermark und das Murtal nach Süden zurückzog. Die Türkengefahr hatte die Bedeutung des befestigten Grazer Schlossberges gezeigt, ein gemeinsames Vorgehen der Entscheidungsträger der Steiermark hatte sich als notwendig erwiesen. Die wirtschaftliche Lage der Salzburger Besitzungen war auf Dauer schlecht. Sie brachten im 16. Jahrhundert durch ihre Verluste dem Erzstift „nur Schaden“.
Die Verhandlungen zwischen den Abgeordneten des Fürsterzbischofs und den königlichen Räten in Wien begannen am 8. Juli 1535.

## Inhalt
Mit dem Rezess von Wien anerkannten die Salzburger Erzbischöfe für ihre innerösterreichischen Besitzungen die Souveränität der steirischen Landesherren. Die Stellung als Grundherrschaft (und damit auch die Stellung der Untertanen) war davon nicht berührt, ebenso nicht die kirchliche Verwaltung dieser Gebiete, welche hauptsächlich durch die Diözese Lavant erfolgte.
Der Vertrag regelt folgende Themen:
- Die landesfürstliche Oberhoheit über die Salzburger Besitzungen in der Steiermark bleibt „auf ewiglich“ den Landesfürsten von Österreich.
- Die österreichischen Fürsten lassen die sonstigen Salzburger Rechte bestehen.
- Untere Entscheidungsinstanz bleiben die Gerichte, die von den Salzburgern eingerichtet sind, letzte Instanz sind jedoch Gerichte des Landesfürsten.
- Für Entscheidungen zwischen Salzburger Richtern und anderen Amtsträgern bleiben die Erzbischöfe zuständig.
- Die Salzburger Lehen in den österreichischen Ländern sollen nach Lehensbriefen und nach alter Gewohnheit behalten werden.
- Bann und Acht, ebenso die Strafgerichtsbarkeit bei Kapitalverbrechen und das Recht der Blutgerichtsbarkeit sollen von den Salzburger Organen wie bisher gehandhabt werden, allerdings sind sie von jedem neuen Erzbischof aus den Händen des Landesfürsten zu empfangen. Dabei galt für Pettau, dass diese Rechte vom erzbischöflichen Vizedom zu Leibnitz zu empfangen und vom Stadtrichter von Pettau zu üben waren.
- Der Empfang aller Rechte wurde von den Zahlungen (Taxen) befreit.
- Von allen Steuern tragen die Salzburger Besitzungen und Untertanen den gleichen Anteil wie die anderen steirischen Landleute und Ritterschaften, Städte und Märkte nicht ausgenommen. Musterung und Eintreibung sind von Salzburger Amtleuten zu vollführen.
- Salzburger Vizedome, Hauptleute und Hofmeister haben bei steirischen Landtagen wie andere Landleute zu erscheinen und haben Sitz und Stimme im steirischen Landtag. Die Erzbischöfe sind jedoch davon befreit und können sich durch ihre Amtsträger vertreten lassen.
- Die Salzburger Untertanen dürfen in den österreichischen Ländern mit ihren eigenen Erzeugnissen ungehindert Handel treiben.
- Kein Salzburger Untertan darf seinem rechtmäßigen Richter entzogen werden.
- Grenz- und Kompetenzstreitigkeiten werden durch eine eigene Kommission beigelegt.

Für Appellationen gegen Entscheidungen der ersten Gerichtsinstanzen (Gerichte in Städten und Märkten, Berggericht zu Hüttenberg) blieben die Salzburgischen Vizedome in Leibnitz und Friesach, deren Hauptleute und Hofmeister zuständig. Fürsterzbischof Johann Jakob Khuen von Belasy bestätigte am 3. Februar 1590 dem Markt Landsberg die „seit undenklichen Zeiten“ bestehende Berechtigung der „Hohait des Gerichts und Besiglung“. Diese Rechtsstellung wurde von Kaiser Ferdinand II. am 8. Mai 1627 bestätigt, woraus dieser Markt bis in das 18. Jahrhundert ein Recht zur Blutgerichtsbarkeit ableitete, welches ihm offiziell erst 1750 abgesprochen wurde.

## Auswirkungen
Den Habsburgern brachte der Rezess von Wien unbestrittene staatliche Hoheitsrechte in den Salzburger Gebieten Österreichs. Er gehört zu jenen Maßnahmen, welche die (inner-)österreichischen Länder zu einheitlichen geschlossenen Territorien machten. Ein ähnlicher Vertrag war bereits am 27. Jänner 1535 mit dem Bamberger Bischof Weigand von Redwitz über die Bamberger Besitzungen in Kärnten abgeschlossen worden. Weitere Verträge folgten, so 1536 Verträge über Schadenersatzzahlungen wegen eines Überfalls Salzburger Bauern auf Schladming und wegen der Schäden durch den Krieg mit Ungarn.

Salzburger Gebiete in Innerösterreich gelb umrandet (Friesach, Hüttenberg in Kärnten) und auch teilweise mit A.S. (Pettau) bezeichnet.

Für die Erzbischöfe von Salzburg entfiel zwar die hoheitsrechtliche Stellung der Exklaven, ihre religiös und wirtschaftlich fundierte Position im Südosten Österreichs wurde durch den Rezess von Wien aber nur vorübergehend beeinträchtigt. Der Vertrag wird als einer der Anlässe gesehen, aus denen Erzbischof Wolf Dietrich von Raitenau einen großen Teil der damaligen steirischen Besitzungen, das Vizedomamt Leibnitz, 1595 veräußerte. Die Herrschaft Landsberg wurde allerdings unter Erzbischof Paris von Lodron 1630 zurückgekauft, zunächst noch an die Vorbesitzer der Familie Kuenburg verpachtet und stand ab 1635 neuerlich unter direkter Salzburger Verwaltung. Die Herrschaft wurde dabei aufgewertet. Sie hatte auch Aufgaben zu übernehmen, die vorher dem Vizedomamt Leibnitz zugeordnet waren. Die ihr zugehörigen Besitzungen lagen verstreut bis in den Sausal und die Umgebung von Marburg. Es handelte sich um über 200 Bauern- und ebenso viele Winzerhöfe, welche die Herrschaft Landsberg wieder zu einem bedeutenden Wirtschaftsfaktor der Steiermark machten, mochte auch Leibnitz, der Sitz des früheren Vizedoms, nicht mehr dazu gehören: Dieser Ort und seine Burgen blieben den Bischöfen der Diözese Graz-Seckau, die einen ihrer Sitze in Schloss Seggau bei Leibnitz hatten.
Im Rahmen der Organisationsformen der römisch-katholischen Kirche blieb der Salzburger Einfluss im Südosten Österreichs noch auf Jahrhunderte bestehen. Dies z. B. dadurch, dass weite Gebiete Kärntens (wie das Lavanttal) und der Steiermark im Bereich von Diözesen lagen, die als Salzburger Eigenbistümer gegründet worden waren und von Salzburg aus zumindest bis zu den Reformen der kirchlichen Organisation (Diözesangliederung, Pfarrregulierung) unter Kaiser Joseph II. beeinflussbar blieben: den Diözesen Gurk, Lavant und Seckau. Weitere zumindest indirekte Beziehungen von Gebieten der Weststeiermark zu Salzburg bestanden darin, dass das von Salzburg aus (auf der Basis von Schenkungen der Hl. Hemma von Gurk) als Eigenkloster gegründete Stift Admont Schenkungen in diesem Gebiet erhielt, die durch Salzburger Erzbischöfe bestätigt wurden. Das Stift Admont hatte über die Auflösung der Grundherrschaftsorganisation hinaus bis 1981 Rechte aus Patronaten und andere kirchliche Rechte in Pfarren des Gebietes inne, so in Sankt Oswald in Freiland. Die Kirchenprovinz Salzburg umfasst auch im 21. Jahrhundert das Gebiet des Landes Steiermark.
Das Erzstift Salzburg war nach dem Rezess von Wien an die wirtschaftlichen Regeln des Landes Steiermark gebunden: Sollte z. B. Getreide nach Salzburg ausgeführt werden, bedurfte dies einer Genehmigung (eines „Passbriefes“) der österreichisch-steirischen Verwaltungsinstanzen, z. B. der Hofkammer, die nicht immer erteilt wurde. Über die Ausstellung derartiger Urkunden kam es immer wieder zu Streitigkeiten. Ebenso über Gerichtszuständigkeiten, wie jene mit den Landsberger Bürgern über die Blutgerichtsbarkeit und andere Rechte. Da die Salzburger Erzbischöfe aber wichtige Geldgeber der Habsburger, so der Erzherzöge Karl II. und Ferdinand (ab 1596 Landesherr von Innerösterreich) geblieben waren, konnten sie ihre wirtschaftlichen Interessen auch nach dem Rezess von Wien zumindest teilweise durchsetzen.
Vollständig ausgeräumt konnten die Auffassungsunterschiede über die Rechtsstellung der Salzburger Besitzungen in der Steiermark auch durch den Rezess von Wien nicht werden: Am 16. Dezember 1783, fast 250 Jahre später, wurde die Grundherrschaft Landsberg im Rahmen der Reformen unter Kaiser Joseph II., beschlagnahmt. Das geschah im Auftrag des Innerösterreichischen Guberniums durch den Kreishauptmann von Marburg, der persönlich erschienen war. Anlass war eine Anordnung der Regierungsstelle, die Einkünfte fremder Diözesen einzuziehen und den Zahlämtern (den damaligen Finanzämtern) zu übergeben. Mit Schreiben vom 13. Jänner 1784 wurde die Beschlagnahme aber wieder aufgehoben und die eingezogenen 1392 fl 28½ kr zurückgezahlt. Die Regierung war irrtümlich davon ausgegangen, dass Landsberg ein Kirchengut sei, dessen Einkünfte für die Seelsorge gewidmet waren. Die Salzburger Verwaltungsstellen konnten jedoch belegen, dass die Herrschaft integrierender Teil des souveränen Reichsfürstentums Salzburg sei und deren Einkünfte dem Fürst-Erzbischofe wie jedem anderen Grafen, Herrn oder Ritter zustünden. Daher war Landsberg als Grundherrschaft des Fürsterzbistums (Erzstiftes) Salzburg von der Einziehung jener Güter, die auf Vermögen der Erzdiözese Salzburg ausgerichtet waren, nicht betroffen.
Die Unklarheiten fanden erst durch die Säkularisation des Erzstifts Salzburg im Jahr 1803 ein Ende.